# ENnie Awards
ENnie Awards (ранее известная как Gen Con EN World RPG Awards) — ежегодная премия, вручаемая авторам и издателям настольных ролевых игр и связанных с ними продуктов. Церемония награждения традиционно проводится на фестивале Gen Con в Индианаполисе, штат Индиана. Название премии образовано от названия сайта EN World, на котором ранее размещались списки номинантов и голосование за них. С 2018 года премия ENnie Awards стала самостоятельным явлением и более не является частью EN World, однако сохранила прежнее название.

## Список номинаций
Список номинаций менялся и расширялся с течением времени. В 2019 году он включал в себя:
- Best Adventure
- Best Aid/Accessory — Digital
- Best Aid/Accessory — Non-Digital
- Best Art, Cover
- Best Art, Interior
- Best Cartography
- Best Electronic Book
- Best Family Game / Product
- Best Free Game / Product
- Best Game
- Best Layout and Design
- Best Monster/Adversary
- Best Online Content
- Best Organized Play
- Best Podcast
- Best Production Values
- Best RPG Related Product
- Best Rules
- Best Setting
- Best Supplement
- Best Writing
- Product of the Year
- Fan’s Choice, Best Publisher
- Judges’ Spotlight Award

## Голосование и награждение
Каждый год специально для премии всеобщим голосованием выбирается пять судей. С 2017 года судьи имеют двухлетний срок полномочий, но им разрешается вернуться после годичного перерыва. Затем издатели представляют свои продукты для выдвижения и оценки. На основе этих заявок судьи формируют списки претендентов для каждой из номинаций и размещают их на сайте для всеобщего голосования. Результаты объявляются в прямом эфире во время фестиваля Gen Con.

## История награды
Первоначально награда была предназначена только для продуктов, основанных на ролевой системе d20, и представляла собой исключительно интернет-голосование. С тех пор организаторы расширили свой охват, включив в него все формы ролевых игр и связанных с ними продуктов. С 2002 года церемония награждения проводится в живую, на фестивале Gen Con. В 2010—2012 годах награда спонсировалась такими гигантами индустрии, как Indie Press Revolution и DriveThruRPG. В 2013—1016 спонсорам выступали только DriveThruRPG. В 2017 году спонсором проекта стала компания Lone Wolf Development.
В 2015 году организаторы премии дисквалифицировали неофициальную адаптацию компьютерной игры Mass Effect за нарушение авторских прав.